# Självmordet
Självmordet (franska Le Suicide) är en bok av Émile Durkheim och den räknas till sociologins klassiker. Boken, som publicerades 1897, innehåller en studie om självmord som var unik för sin tid. Durkheim avvisar i boken uppfattningen att självmord väsentligen skulle bero på nervösa rubbningar. Han företar därutöver en ingående analys av olika länders självmordsstatistik och söker utifrån detta påvisa en relation mellan frekvensen av självmord och olika sociala fenomen. 

## Några av bokens slutsatser
- Män som är gifta med kvinnor men som tar ut skilsmässa begår oftare självmord än kvinnor då äktenskapet inte längre reglerar mannen. Kvinnor begår omvänt oftare självmord än mannen om ingen skilsmässa tas ut för att äktenskapet reglerar kvinnan för mycket, även kallat fatalistiskt självmord.[1]
- Singlar begår oftare självmord än personer i parförhållanden.
- Personer utan egna barn begår oftare självmord än personer som har egna barn.
- Protestanter begår oftare självmord än katoliker och judar.
- Soldater begår oftare självmord än civilpersoner.
- Självmordsfrekvensen är högre i fredstid än i krigstid.
- Självmordsfrekvensen är högre i de skandinaviska länderna.[källa behövs]